# Joseph Robert Shoenfield
Joseph Robert Shoenfield (Detroit, 1927 — Durham, Carolina do Norte, 15 de novembro de 2000) foi um matemático estadunidense.
Shoenfield obteve um doutorado na Universidade de Michigan em 1953, orientado por Raymond Louis Wilder, com a tese Models of formal systems. Lecionou desde 1952 na Universidade Duke, onde permaneceu até aposentar-se em 1992. De 1970 a 1973 foi diretor da faculdade de matemática. Em 1956/57 esteve no Instituto de Estudos Avançados de Princeton.
Shoenfield trabalhou com teoria da computabilidade, teoria dos modelos e teoria axiomática dos conjuntos. Seu livro-texto sobre lógica matemática é um clássico.
De 1972 a 1976 foi presidente da Association for Symbolic Logic. Em 1992 foi Gödel Lecturer.

## Obras
- Mathematical Logic, Addison Wesley 1967, 2ª Edição, Association for Symbolic Logic, 2000
- Degrees of unsolvability, North Holland Mathematical Studies, 1971
- Recursion theory, Springer, 1993